# الإسلام في والس وفوتونا
يعدّ الإسلام في والس وفوتونا من الأقليات الدينية حيث أن أقل من 0.1% من سكان والس وفوتونا هم مسلمون.